# Enar Leffler

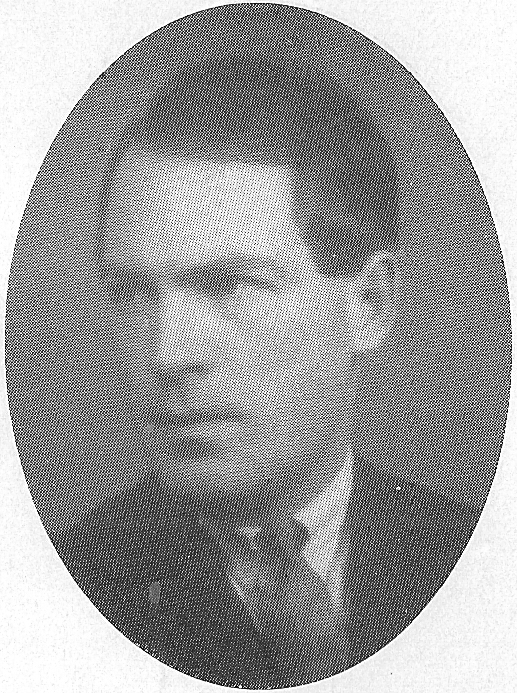
Enar Leffler

Enar Leffler, född 7 maj 1901 i Husby församling, Kopparbergs län, död 12 januari 1996 i Oscars församling, Stockholm, var en svensk arkitekt.
Leffler, som var son till professor Johan Albert Leffler och Svea Hildegard Augusta Nauclér, avlade studentexamen i Stockholm 1919, utexaminerades från Kungliga Tekniska högskolan 1924 och studerade vid Kungliga Konsthögskolan 1928–1930. Han var arkitekt vid Stockholms stads byggnadsnämnd från 1930 och tjänstgörande arkitekt utom stat i Byggnadsstyrelsen från 1934. Han utförde ritningar till bland annat ett flertal ny- och ombyggnader av bostadshus samt kyrkorestaureringar. Leffler är begravd på Norra begravningsplatsen utanför Stockholm.